# Hebardiella rehni
Hebardiella rehni es una especie de mantis de la familia Tarachodidae.

## Distribución geográfica
Se encuentra en Mentawai y Sumatra (Indonesia).